# وست تیترلی
وست تیترلی (به انگلیسی: West Tytherley) یک روستا و محله مدنی در بریتانیا است که در Test Valley واقع شده‌است. وست تیترلی ۵۲۷ نفر جمعیت دارد.